# آبل بيت معكة

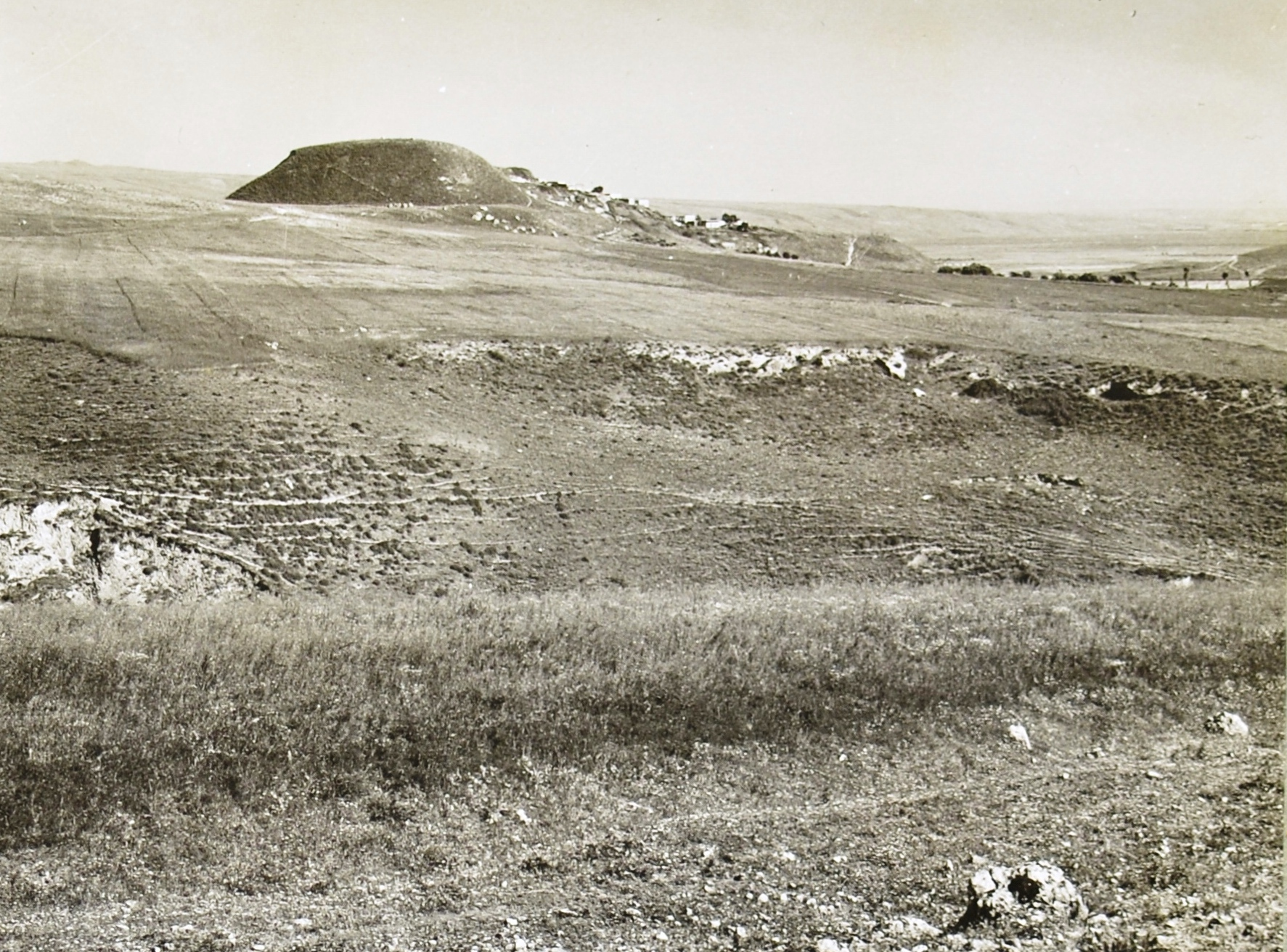
تل ابل بيت معكة ، الصورة مأخوذة من الطريق عام 1945

تل آبل بيت معكة، الاسم العربي: تل آبل القامع، هو موقع أثري كبير يتكون من تل مع جزء علوي شمالي صغير وجزء سفلي جنوبي كبير.يقه في أقصى شمال فلسطين المحتلة حوالي 2 كم جنوب مدينة المطلة وحوالي 6.5 كم غرب تل دان. منذ أوائل القرن الثالث عشر الميلادي على الأقل  كان التل هو موقع القرية العربية آبل القامة التي دمرت وهُجّر أهلها في حرب عام 1948.
أظهر المسح والحفريات التي أجريت حتى الآن (2012-2016) أن الموقع كان مأهولًا خلال العصور البرونزية والحديدية، وكذلك خلال الحكم الفارسي والهيلينستي والبيزنطي والإسلامي المبكر والصليبي والمملوكي والعثماني. ومع ذلك، لم يتم احتلال التلة السفلية بعد العصر الحديدي الأول (أواخر القرن الحادي عشر/ أوائل القرن العاشر قبل الميلاد)، بدا أن الاحتلال قد تركز على التلة العليا.
تم تحصين الموقع بالجدران والأسوار في العصر البرونزي الأوسط الثاني. تم إعادة استخدام هذه التحصينات في العصر البرونزي المتأخر في جنوب التل، لكنها لم تستخدم في العصر الحديدي الأول. يعد العصر الحديدي الأول واحدًا من أكثر العصور رجعية في هذه المنطقة ويتضمن طبقات ذات طبيعة دينية وشعبية. تم العثور على آثار لتشغيل المعادن في أواخر هذا العصر. يتم تمثيل العصر الحديدي الثاني بجدار حجري كبير جدًا في التلة العلوية التي قد تكون جزءًا من القلعة. تم بناء هيكل جيد البنية يعود تاريخه إلى الفترة الهلنستية الفارسية المبكرة فوق هذا الجدار.

## الموقع

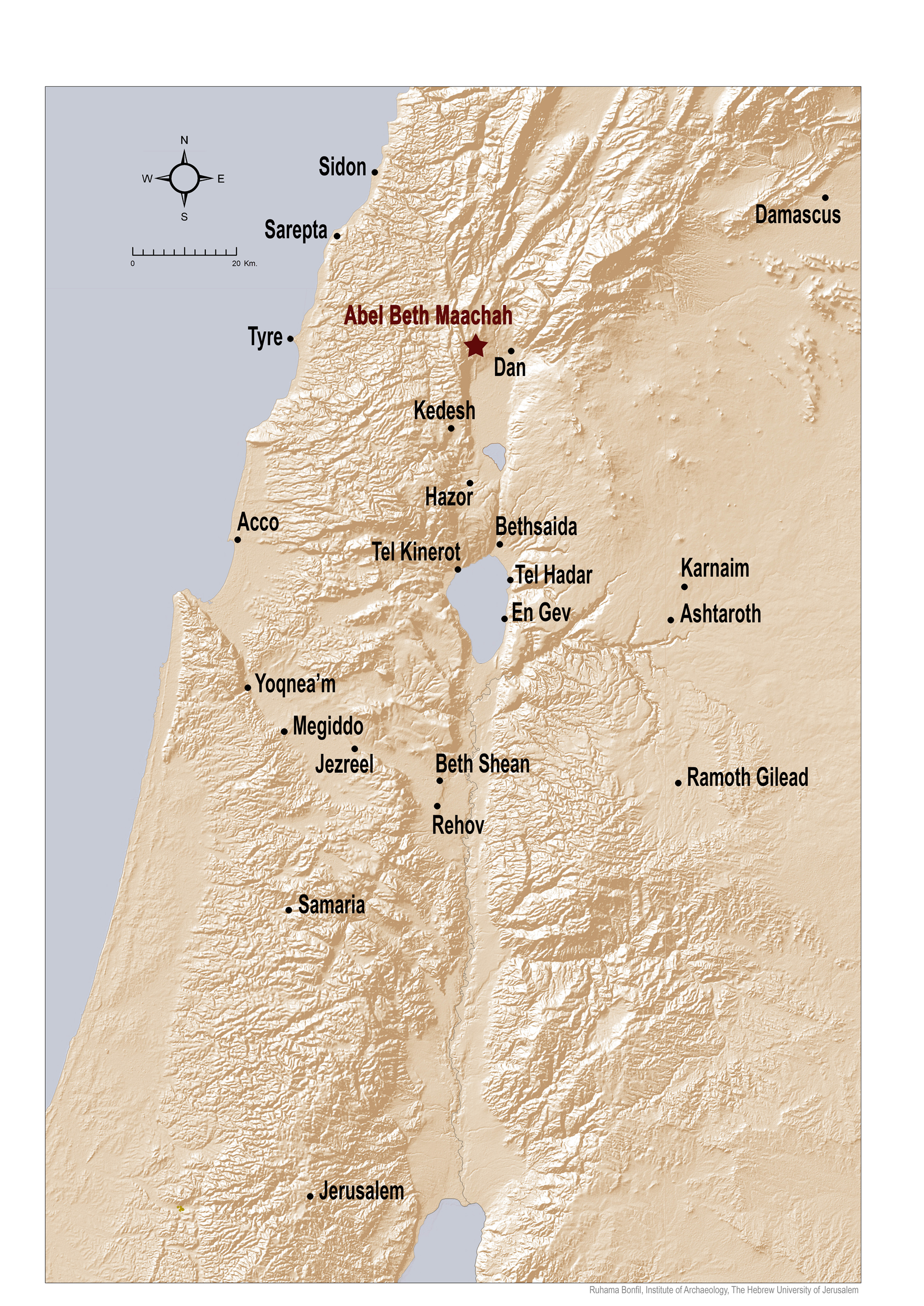

تبلغ مساحة الموقع حوالي 100 دونم (10 هكتارات) ويجلس على الجانب الضيق من وادي البريغيث (ناحال عيون)، وهي واحدة من منابع نهر الأردن الأربعة. يقع شلال تانور، الذي يغذيه إيون، شمال الموقع مباشرةً. من موقعه الاستراتيجي المطل على الطرف الشمالي الضيق لوادي الحولة الخصب، يرشد الموقع الطرق المؤدية شمالًا إلى البقاع اللبناني، والشمال الشرقي إلى سوريا الداخلية (دمشق) وبلاد الرافدين، وغربا إلى الساحل اللبناني/ الفينيقي. وتل يتم التعريف عنها مع ذكر آبل بيت معكة في الكتاب المقدس العبري.

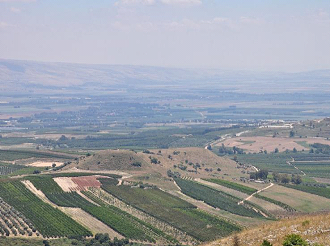
منظر لتل آبل القامع - تل آبل بيت معكة ، باتجاه الجنوب الشرقي

يشير موقع البلدة في مثل هذه البقعة الإستراتيجية إلى أنها لعبت دورًا رئيسيًا في التفاعل بين مختلف المجموعات الوطنية والقوى السياسية في العصر البرونزي (الكنعانيون، الحوريون/ الميتانانيون، المصريون، الحيثيون) والعصر الحديدي (الإسرائيليون والآراميون والفينيقيون). كانت آبل بيت معكة بلدة حدودية، وعلى هذا النحو، تعرضت لهذه التأثيرات في نفس الوقت الذي قامت في بتحمل العبء الأكبر من الغزوات الأجنبية. كان قربها من العديد من مصادر المياه ومناطق زراعية غنية عاملاً آخر في جعل آبل بيت معكة موقعًا كبيرًا وبارزًا في العصور القديمة.

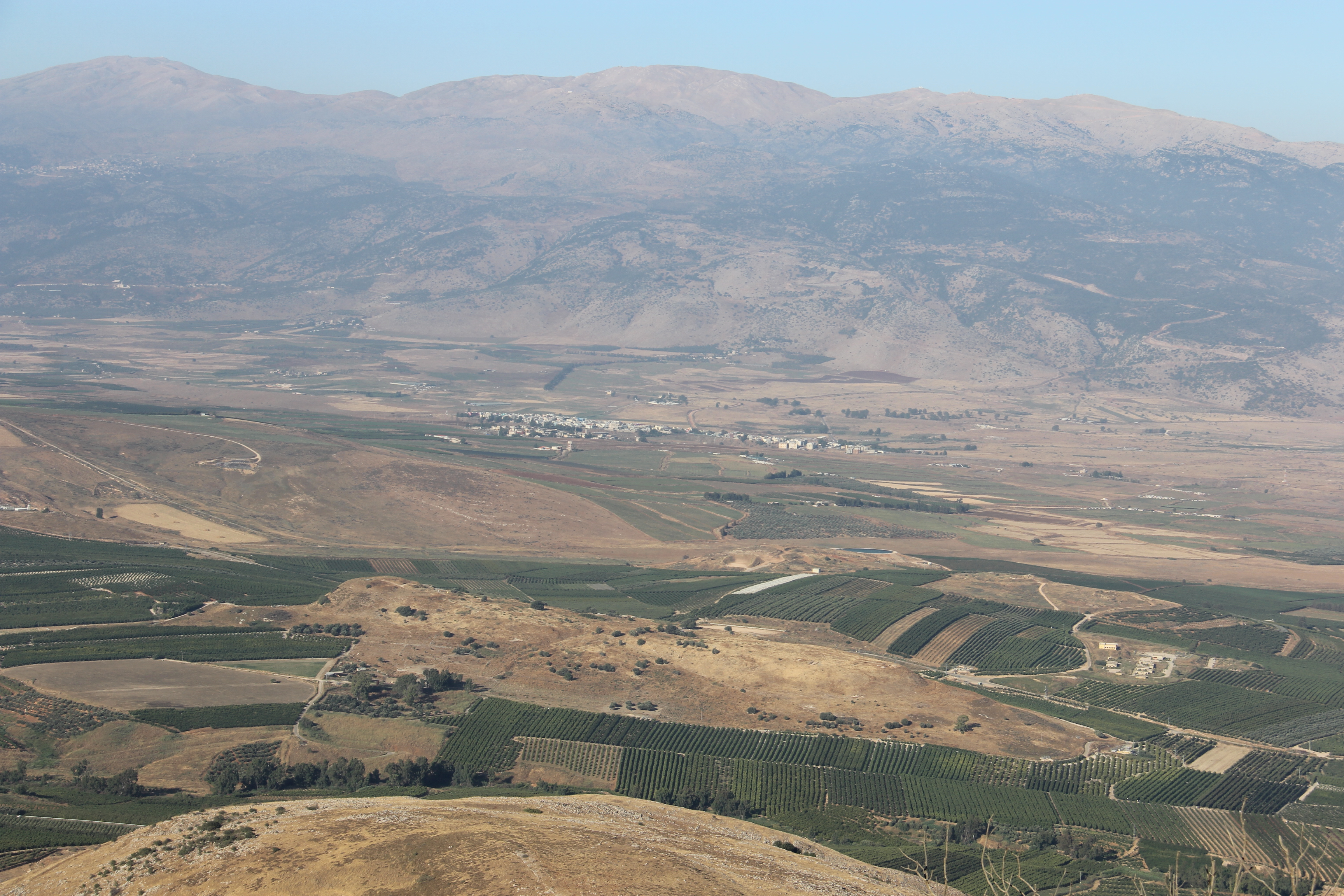
منظر لتل آبل بيت معكة (وسط الصورة)، باتجاه الشرق، مع كتلة الشيخ في الخلف.

## اسم المعنى
هابيل بيت معكة يعني «بستان بيت معكة». تسمى المدينة أيضًا آبل ميم («مرج الماء»).

## فهرس
- Abel, F.M. (1938). Géographie de la Palestine. Études bibliques (بالفرنسية). Paris: Gabalda. Vol. 2.
- Dever, William G. 1986. Abel-beth-Maacah: Northern Gateway of Ancient Israel. pp. 207–223. In L.T. Geraty and L.G. Herr (eds.). The Archaeology of Jordan and Other Studies. Presented to Siegfried H. Horn. Berrien Springs, MI: Andrews University Press.
- Mazar، B. (1958–59). "Geshur and Ma'cah". Zion (بالعبرية). Historical Society of Israel. 23–24 ع. 3–4. JSTOR:23549221.{{استشهاد بدورية محكمة}}:  صيانة الاستشهاد: تنسيق التاريخ (link)
- Na'aman, Nadav 2012. The Kingdom of Geshur in History and Memory. Scandinavian Journal of the Old Testament: An International Journal of Nordic Theology 26:1: 88–101.
- Panitz-Cohen, Nava, Mullins, Robert A. and Bonfil, Ruhama 2013. Northern Exposure: Launching Excavations at Tell Abil el-Qameḥ (Tel Abel Beth Maacah). Strata 31: 27–42.
- Panitz-Cohen, Nava, Mullins, Robert A. and Bonfil, Ruhama 2016. Second Preliminary Report of the Excavations at Tell Abil el Qameḥ (Abel Beth Maacah). Strata 33: 35–59.
- Schneidewind, William M. 1996. Tel Dan Stela – New Light on Aramaic and Jehu's Revolt. Bulletin of the American Schools of Oriental Research 302: 75–90.
- Stepansky, Yosef, (2005). Tel Avel Bet Ma'akha. Hadashot Archaeologiot Journal, vol. 117.[1] IAA report on 2000 discovery of Middle Bronze II burial remains at southeastern foot of the lower mound.

## روابط خارجية
- حفريات تل ابل بيت معكة

1. ↑  Stepansky, Yosef, (2005). Tel Avel Bet Ma'akha. Hadashot Archaeologiot Journal, vol. 117.  نسخة محفوظة 2020-07-15 على موقع واي باك مشين.